# Ifrane
Ifrane (en àrab إفران, Ifrān; en amazic ⵉⴼⵔⴰⵏ; sobrenomenada ‘Petita Suïssa’) és un municipi i estació d'esquí de la província d'Ifrane, a la regió de Fes-Meknès, al Marroc. Segons el cens de 2014 tenia una població total de 14.659 persones. És a 1.650 m d'altitud i forma part de la regió Meknès-Tafilalet. En tamazight ifran significa ‘coves'.
Desenvolupada pels francesos durant l'era de protectorat per a la seva administració a causa del seu clima alpí, aquesta ciutat marroquina té un estil europeu notable, com si fos un poble alpí. A causa de la seva elevació, la ciutat gaudeix de la neu durant els mesos d'hivern i un clima fresc durant l'estiu. Ifrane és també el lloc on s'ha enregistrat la temperatura més baixa a l'Àfrica, -23 °C el 1935. Un dels animals que s'hi pot trobar és el macaco. Entre les espècies d'arbres destaquen el cedre de l'Atles, el roure, l'alzina i el plàtan (introduït).
A la vora hi ha el cedre de l'Atles més antic del món, anomenat cedre Gouraud.